# Lijst van staten in het Heilige Roomse Rijk (A)
Dit is een lijst van staten in het Heilige Roomse Rijk die beginnen met de letter A.
| Naam                            | Type           | Kreits                       | Bank | Gevormd   | Noten |
| ------------------------------- | -------------- | ---------------------------- | ---- | --------- | --- |
| Aken                            | Rijksstad      | Nederrijns-Westfaalse Kreits |      | 1306-1801 | 1306: rijksstad afgescheiden van het hertogdom Neder-Lotharingen 1500: Nederrijns-Westfaalse Kreits 1801: aangesloten bij Frankrijk 1815: aan Pruisen |
| Aalen                           | Rijksstad      | Zwabische Kreits             |      | 1360-1803 | 1360: rijksstad afgescheiden van het graafschap Württemberg 1500: aan de Zwabische Kreits 1803: aangesloten bij het hertogdom Württemberg |
| Aalst                           | Graafschap     |                              |      | 1046-1164 | Keizerlijke leen van het graafschap Vlaanderen 1046: afgescheiden van het landgraafschap Brabant 1164: aangesloten bij het graafschap Vlaanderen |
| Aarberg                         | Graafschap     |                              |      | 1209-1379 | Ook Aarburg genoemd 1209: afgescheiden van het graafschap Neuchâtel 1379: aangesloten bij de rijksstad Bern |
| Abensberg-Traun                 | Graafschap     |                              |      | 1653-1806 | 1653: afgescheiden van het bisdom Passau 1806: aangesloten bij het koninkrijk Württemberg |
| Ahrgau                          | Graafschap     |                              |      | 1107-1246 | 1107: afgescheiden van de Abdij van Prüm 1246: aangesloten bij het keurvorstendom Keulen |
| Albeck                          | Heerlijkheid   |                              |      | 1081-1383 | 1081: afgescheiden van het hertogdom Zwaben 1383: aangesloten bij de rijksstad Ulm |
| Aldenburg                       | Graafschap     |                              |      | 1651      | HRR graaf van Aldenburg, heer van de vrije heerlijkheid Knyphausen, heer van Varel 1646: HRR Adel 1651: rechtstreekse heren van Knyphausen en Varel 1651: HRR baronie 1653: HRR graafschap |
| Aletzheim                       | Graafschap     |                              |      | 1439      | 1439: afgesplitst uit de heerlijkheid Pappenheim 1697: aangesloten bij het graafschap Pappenheim |
| Allersberg                      | Heerlijkheid   |                              |      | 1343      | 1343: Afgesplitst uit heerlijkheid Wolfstein 1474: Aangesloten bij heerlijkheid Sulzbürg |
| Alpheim                         | Graafschap     |                              |      | 1465      | 1465: Afgesplitst van het graafschap Nieuwenaar 1589: Aangesloten bij het graafschap Meurs |
| Alt-Bruchhausen                 | Graafschap     |                              |      | 1234      | 1234: Afgesplitst van het graafschap Bruchhausen 1338: Aangesloten bij het graafschap Hoya |
| Alt-Eberstein                   | Graafschap     |                              |      | 1207      | 1207: afgesplitst uit Usgau 1283: aangesloten bij het graafschap Neu-Eberstein |
| Alt-Katzenelnbogen              | Graafschap     |                              |      | 1245      | 1245: afgesplitst uit het landgraafschap Katzenelnbogen 1403: aangesloten bij het graafschap Neu-Katzenelnbogen |
| Altena                          | Graafschap     |                              |      | 1152      | 1160: een deel van het graafschap Berg en bekend geworden als Altena-Berg of Altena-Isenberg 1249: gevoegd bij het graafschap Mark, een andere jonge lijn van Berg 1367: Altena kreeg een charter van graaf Engelbert III van Mark 1609: aan Brenenburg |
| Altena-Berg                     | Graafschap     |                              |      | 1160      | 1160: een deel van het graafschap Berg 1180: bekend geworden als Altena |
| Altensteig                      | Heerlijkheid   |                              |      |           | 1100: eerste vermelding van Altensteig aan de heren van Berneck aan de heren van Gultlingen 1390: verkocht aan de markgraven van Baden 1603: aan Wurttemberg |
| An der Etsch                    | Meierij        | Oostenrijkse Kreits          |      | 1269      | Meierij (ballei) van de Duitse Orde |
| Andechs                         | Graafschap     |                              |      |           | Landvoogd (Vogt) van het prinsbisdom Brixen c1130: verwerft het graafschap Plassenburg 1132: graafschap 1173: verwerft het markgraafschap Istrië 1180: verwerft het hertogdom Merano 1248/51: lijn sterft uit |
| Andechs-Meran                   | Hertogdom      |                              |      |           | |
| Andelfingen                     | Heerlijkheid   |                              |      |           | |
| Anhalt                          | Hertogdom      | Opper-Saksische Kreits       | PR   |           | 1173: scheidt van het hertogdom Saksen 1212: graafschap 1218: HRR Prins 1250: vorstendom 1259: verdeeld in de vorstendommen Anhalt-Aschersleben, Anhalt-Bernburg, en Anhalt-Zerbst; 1570: Herenigd 1582: HRR Raad van Vorsten 1603: verdeeld in de vorstendommen Anhalt-Bernburg, Anhalt-Dessau, Anhalt-Köhetn, Anhalt-Plötzkau, en Anhalt-Zerbst 1582: HRR Raad van Vorsten 1863:hertogdom Anhalt 1918: vrijstaat Anhalt |
| Anhalt-Aschersleben             | Vorstendom     | Opper-Saksische Kreits       | PR   | 1259      | 1259: ontstaan bij de verdeling van Anhalt 1316, 1322: aangesloten bij het prinsbisdom Halberstadt dat geseculariseerd was en aangesloten bij Brandenburg in 1648 |
| Anhalt-Bernburg                 | Hertogdom      | Opper-Saksische Kreits       | PR   | 1259      | 1259: creatie van het vorstendom door de verdeling van Anhalt 1468: aangesloten bij Anhalt-Zerbst 1606: hersteld bij de verdeling van Anhalt 1806: hertogdom 1834: aan Anhalt-Dessau 1863: aan hertogdom Anhalt-Dessau-Köhetn titel: hertog van Anhalt-Bernburg, hertog van Saksen, Angria & Westphalia, graaf van Ascania, heer van Bernburg & Zerbst |
| Anhalt-Bernburg-Schaumburg-Hoym | Vorstendom     | Opper-Saksische Kreits       | PR   | 1727      | 1727: gecreëerd door de fusie van Holzapfel en Anhalt-Zeitz-Hoym |
| Anhalt-Dessau                   | Vorstendom     | Opper-Saksische Kreits       | PR   | 1396      | 1396: gecreëerd door de verdeling van Anhalt-Zerbst 1561: weer verenigd met Anhalt-Zerbst 1603: hersteld bij de verdeling van Anhalt 1807: hertogdom 1853: komt samen met Anhalt-Köhetn aan het hertogdom Anhalt-Dessau-Köhetn Titel: hertog van Anhalt(-Dessau), hertog van Saksen, Angria & Westfalen, graaf van Ascania, heer van Bernburg, Zerbst & Gröbzig |
| Anhalt-Dornburg                 | Vorstendom     | Opper-Saksische Kreits       | PR   | 1667      | 1667: afgesplitst uit Anhalt-Zerbst 1742: weer aangesloten bij Anhalt-Zerbst |
| Anhalt-Harzgerode               | Vorstendom     | Opper-Saksische Kreits       | PR   | 1635      | 1635: afgesplitst van Anhalt-Bernburg 1709: aangesloten bij Anhalt-Bernburg |
| Anhalt-Köhetn                   | Hertogdom      | Opper-Saksische Kreits       | PR   | 1396      | 1396: afgesplitst van Anhalt-Zerbst 1552: aangesloten bij Anhalt-Dessau 1603: hersteld bij de verdeling van Anhalt 1807: hertogdom Anhalt-Köhetn 1847: aan Anhalt-Dessau Ook genaamd Anhalt-Kohetn, Anhalt-Cohetn Titel: hertog van Anhalt-Köhetn, hertog van Saksen, Angria & Westphalia, graaf van Ascania, heer van Bernburg & Zerbst |
| Anhalt-Plötzkau                 | Vorstendom     | Opper-Saksische Kreits       | PR   | 1544      | 1049: eerste benoeming van Plotzkau de graaf van Plotzkau erft het graafschap Walbeck 1133: de graven van Plotzkau sterven uit 1435: Anhalt erft Plotzkau 1544: afgesplitst van Anhalt-Dessau 1553: aangesloten bij Anhalt-Zerbst 1603: hersteld bij de verdeling van Anhalt 1665: aangesloten bij Anhalt-Köhetn |
| Anhalt-Zeitz-Hoym               | Vorstendom     | Opper-Saksische Kreits       | PR   | 1718      | 1718: afgesplitst van Anhalt-Bernburg 1727: gevoegd bij het rijksgraafschap Holzappel uit Anhalt-Bernburg-Schaumburg-Hoym |
| Anhalt-Zerbst                   | Vorstendom     | Opper-Saksische Kreits       | PR   | 1259      | 1259: afgesplitst van Anhalt 1396: verdeeld in de vorstendommen Anhalt-Dessau en Anhalt-Köthen 1541: hersteld bij de verdeling van Anhalt-Dessau 1796: aangesloten bij Anhalt-Dessau |
| Anholt                          | Graafschap     | Nederrijns-Westfaalse Kreits | WF   | 1169      | 1169: kasteel Anholt gebouwd door Willem I, prins-bisschop van Utrecht, het was een heerlijkheid 1234: bestuurd door de heren van Zuylen-Anholt 1300s: kregen direcht bestuur tijdens de heerschappij van Steven I, heer van Anholt, 1317-1343 1346: de heren van Anholt maakten voor het eerst geld 1349: kregen stadsrechten van Theodoric van Anholt 1380: dood laatste man van heer van Anholt; zijn dochter en erfgenaam Herberga huwde met Herman III van Gemen 1399: aan Gemen 1402-1641: aan Bronchhorst-Batenburg door het huwelijk van Margaretha van Gemen 1431: keizer Sigismund erkent Bronchhorst-Batenburgs als heren van Anholt met de rechten om munten te slaan, markten te organiseren en direct te besturen 1621: HRR graafschap 1641-1810: geërfd door de vorsten van Salm-Salm door het huwelijk met de erfgenamen van Theodoric IV (H.1641) 1653: keizerlijk domein van Bench van de graven van Westfalen 1738: lijn van Salm-Salm sterft uit; Anholt doorgegeven aan de lijn van Salm-Hoogstraten (Nieuwe benaming Salm-Salm in 1739) 1810-1813: Franse bezetting 1815: aan Pruisen |
| Ansbach                         | Markgraafschap |                              |      |           | 1500: Frankische Kreits 1792: Aan Pruisen 1806: Aan Beieren |
| Antwerpen                       | Markgraafschap | Bourgondische Kreits         |      |           | 1190: Titel wordt aan Hertogdom Brabant toegevoegd 1512: Bourgondische Kreits |
| Aosta                           | Hertogdom      |                              |      |           | 1310: hertogdom 1539-1563: Franse bezetting |
| Appenzell                       | Kanton         |                              |      | 1507      | 1507: splitst af van de Abdij van Sankt Gallen 1597: verdeeld in Appenzell Innerrhoden en Appenzell Ausserrhoden |
| Appenzell Ausserrhoden          | Kanton         |                              |      | 1597      | 1597: afgesplitst uit Appenzell 1648: verliet het keizerrijk als lid van de Zwitserse Confederatie |
| Appenzell Innerrhoden           | Kanton         |                              |      | 1597      | 1597: afgesplitst uit Appenzell 1648: verliet het Keizerrijk als lid van de Zwitserse Confederatie |
| Arenberg                        | Hertogdom      | Keur-Rijnse Kreits           | PR   |           | Aremberg gesticht rond 1177 als een graafschap 1512: Keur-Rijnse Kreits 1576: HRR prinselijk graafschap 1580: HRR Raad van Vorsten 1644: hertogdom 1810: gemediatiseerd |
| Aarlen                          | Markgraafschap |                              |      | 950       | gesticht als graafschap c1167: markgraafschap 1214: verenigd met het graafschap Luxemburg 1221: aangesloten bij het hertogdom Limburg |
| Arnsberg                        | Graafschap     |                              |      |           | |
| Artesië                         | Graafschap     | Bourgondische Kreits         |      | 1237      | 1512: Bourgondische Kreits |
| Asch                            | Heerlijkheid   |                              |      |           | 1780: Aan Oostenrijk |
| Aschaffenburg                   | Vorstendom     |                              |      | 1803      | 10de eeuw: keizerlijk kanselier en aartsbisschop Willigis van Mainz verkrijgt het eigendom van Aschaffenburg 1803: gegeven aan kanselier, Karel Theodoor van Dalberg 1806: aangesloten bij het groothertogdom Frankfort 1814: aan Beieren |
| Aspremont-Lynden                | Graafschap     |                              |      |           | 1590: keizerlijke baronnen van Reckheim 1623: keizerlijk domein |
| Auersperg                       | Graafschap     |                              |      | 1550      | 1550: HRR baronie 1630: HRR graafschap 1653: HRR prins 1654: keizerlijk domein 1654: HRR Raad van Vorsten 1654-1791: hertogen van Silezië-Munsterberg en Frankestein 1663: werden heren van Thengen 1664: HRR vorstelijk graafschap 1664: aan de Zwabische Kreits, Vorstenbank 1791: hertogen van Gottschee vorstelijk graafschap Wels Titel: HRR prins van Auersperg, hertog van Gottschee, prins-graaf van Thengen, graaf van Wels, heer van Schönberg & Seissenberg, etc. |
| Augsburg                        | Prinsbisdom    | EC                           |      |           | gesticht circa 888 1203: bisdom prins-bisschop 1500: aan de Zwabische Kreits 1793: Raad van Vorsten 1802: aangesloten bij het koninkrijk Beieren 1803: geseculariseerd aan Beieren |
| Augsburg                        | Rijksstad      | Zwabische Kreits             |      | 1276      | 14 v.Chr: gesticht door Augustus 1488-1534: neemt deel aan de Zwabische alliantie 1500: Zwabische Kreits 1632-1635: Zweedse bezetting 1806: aangesloten bij het koninkrijk Beieren |

A · B · C · D · E · F · G · H · I · J · K · L · M · N · O · P · Q · R · S · T · U · V · W · Z

vrije keizerlijke steden · keizerlijke abdijen